# 10330 Durkheim
10330 Durkheim è un asteroide della fascia principale. Scoperto nel 1991, presenta un'orbita caratterizzata da un semiasse maggiore pari a 2,5636430 UA e da un'eccentricità di 0,1375829, inclinata di 0,95020° rispetto all'eclittica.